# Wings of fire
『Wings of fire』（ウィングス・オブ・ファイア）は、日本のハードロックバンドaphasiaの2ndアルバム。2001年6月発売。発売元はCASTLE RECORDS。

## 概要
- aphasiaのセカンドアルバム。
- CASTLE RECORDSからの発売

## 収録曲
1. Overture
（作曲：Noriko）
  - インスト。
2. Wings of fire
（作詞：goe  作曲：goe）
3. Heart to heart
（作詞：luka  作曲：aphasia）
4. 炎
（作詞：luka  作曲：goe）
5. Tomorrow will come
（作詞：luka  作曲：luka）
6. Mirage on the ice
（作曲：goe）
  - インスト。
7. Devil's Luck
（作詞：jun  作曲：jun）
8. For you
（作詞：luka  作曲：goe）
9. Promised land
（作詞：luka  作曲：実宇＆aphasia）
10. Cold Blue Moon
（作詞：luka  作曲：goe）

## 参加ミュージシャン
- 流風 (luka) - ボーカル
- goe - ギター
- 実宇 - ベース
- jun - ドラム

（Additional Musician）
- Noriko Takahashi - キーボード